# Oeneis fulla
Oeneis fulla är en fjärilsart som beskrevs av Eduard Friedrich Eversmann 1851. Oeneis fulla ingår i släktet Oeneis och familjen praktfjärilar. Inga underarter finns listade i Catalogue of Life.